# ポルカドット・スティングレイ

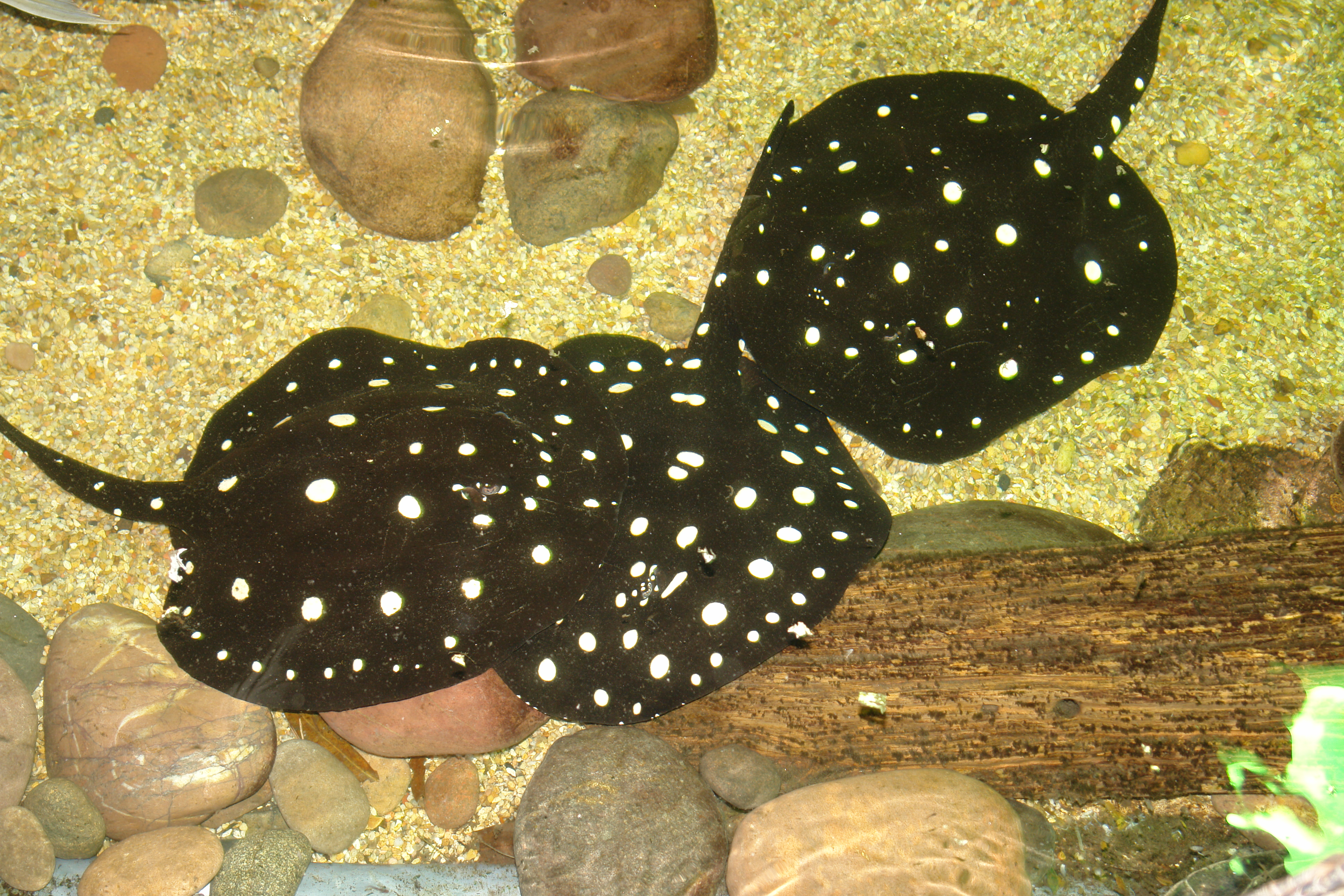
Dallas World Aquarium のポルカドット・スティングレイ。

ポルカドット・スティングレイ（英語: polka-dot stingray, 学名：Potamotrygon leopoldi）は、ポタモトリゴン科（「アマゾンタンスイエイ科」ともいう）の淡水エイの一種。

## 生態
ブラジルのシングー川流域の固有種であり、岩がちな川底を好むとされる。水族館で飼育されている例もある。
P. leopoldi は、本体の幅が40 cm (16 in)、全長が75 cm (30 in)、重量20 kg (44 lb)ほどまで成長する。メスはオスよりも大きく成長する。この種は、近縁種であるトカンチンス川流域のマンチャデオーロ P. henlei や、タパジョース川流域のスモールスポットポルカドット・スティングレイ P. albimaculata  と、近い関係にある。

## 呼称
英語では上記のもののほか、 "Xingu River ray" （「シングー川のエイ」の意）、 "white-blotched river stingray" （「白く汚れた川の毒エイ」の意）といった呼称もある。学名は、王立自然科学研究所で科学研究の振興を後押しした第4代ベルギー国王レオポルド3世から取られた。